# آکیوا گلدزمن
آکیوا گلدزمن (به انگلیسی: Akiva Goldsman) (زاده ۷ ژوئیه ۱۹۶۲) کارگردان آمریکایی است.

## بخشی از فیلم‌شناسی
| سال       | فیلم              | سمت                                | توضیحات                                   |
| --------- | ----------------- | ---------------------------------- | ----------------------------------------- |
| ۱۹۹۴      | موکل              | نویسنده                            |                                           |
| ۱۹۹۵      | بتمن برای همیشه   | نویسنده                            | نوسینده به همراه لی بچلر و جنت اسکات بچلر |
| ۱۹۹۶      | زمانی برای کشتن   | نویسنده                            |                                           |
| ۱۹۹۷      | بتمن و رابین      | نویسنده                            |                                           |
| ۱۹۹۸      | جادوی عملی        | نویسنده                            |                                           |
| ۱۹۹۹      | دریای آبی عمیق    | تهیه‌کننده                          |                                           |
| ۲۰۰۱      | ذهن زیبا          | نویسنده                            | برنده جایزه اسکار بهترین فیلم‌نامه اقتباسی |
| ۲۰۰۴      | من، ربات          | نویسنده                            | نویسنده همراه جف وینتر                    |
| ۲۰۰۵      | کنستانتین         | تهیه‌کننده                          |                                           |
| ۲۰۰۵      | مرد سیندرلایی     | نویسنده                            | نویسنده به همراه کلیف هالینگزورث          |
| ۲۰۰۵      | آقا و خانم اسمیت  | تهیه‌کننده                          |                                           |
| ۲۰۰۶      | من رید فیش هستم   | مدیر اجرایی تولید                  |                                           |
| ۲۰۰۶      | پوزئیدون          | تهیه‌کننده                          |                                           |
| ۲۰۰۶      | رمز داوینچی       | نویسنده                            |                                           |
| ۲۰۰۷      | من افسانه‌ام       | تهیه‌کننده، نویسنده                 |                                           |
| ۲۰۰۸      | هنکاک             | تهیه‌کننده                          |                                           |
| ۲۰۰۹      | فرشتگان و شیاطین  | نویسنده                            | نویسنده به همراه دیوید کپ                 |
| ۲۰۰۹–۲۰۱۳ | فرینج             | مشاور تهیه‌کننده، نویسنده، کارگردان | مجموعه تلویزیونی                          |
| ۲۰۱۰      | بازنده‌ها          | تهیه‌کننده                          |                                           |
| ۲۰۱۰      | بازی منصفانه      | تهیه‌کننده                          |                                           |
| ۲۰۱۰      | فعالیت فراطبیعی ۲ | مدیر اجرایی تولید                  |                                           |
| ۲۰۱۱      | فعالیت فراطبیعی ۳ | مدیر اجرایی تولید                  |                                           |
| ۲۰۱۲      | فعالیت فراطبیعی ۴ | مدیر اجرایی تولید                  |                                           |
| ۲۰۱۳      | تنها بازمانده     | تهیه‌کننده                          |                                           |
| ۲۰۱۴      | افسانه زمستان     | نویسنده، کارگردان، تهیه‌کننده       | آغاز کارگردانی                            |
| ۲۰۱۵      | ناهمتا: شورشی     | نویسنده                            |                                           |
| ۲۰۱۶      | حلقه‌ها            | نویسنده                            |                                           |